# نان سوسیس
نان سوسیس یک غذای آمریکایی است که از سوسیس و سایر مواد تشکیل شده‌است که در خمیر رول شده یا در داخل فر پخته می‌شود.
نان سوسیس معمولاً از خمیر پیتزا تهیه می‌شود و شامل سوسیس ایتالیایی، پنیر موتزارلا (یا پنیر جایگزین مشابه) و سایر مواد مانند قارچ، پیاز، سبزیجات دیگر و گیاهان مختلف، ادویه‌ها و سس‌ها بسته به دستور غذا است. در صورت استفاده از خمیر، سوسیس معمولاً خرد شده یا بریده می‌شود و به همراه پنیر داخل یک تکه بلند از خمیر پیتزا رول شده، پخته می‌شود. دستور Beth Hensperger's The Bread Bible پیشنهاد می‌کند که مواد را روی یک مستطیل خمیر قرار دهید و به شکل ژله رول طولی قرار دهید تا یک نان سوسیس لایه ای ایجاد کنید.
نان سوسیس در دستور العمل LA Times به پودینگ نان سوسیس تغییر یافته‌است.